# Gregorio Marañón Moya
Gregorio Marañón Moya (Madrid, 1 de septiembre de 1914-ibidem 21 de marzo de 2002) fue un jurista, diplomático y político español. Ostentó el título nobiliario de i marqués de Marañón y grande de España.
Acabada la guerra civil y durante una dilatada etapa de su vida, ocupó cargos y responsabilidades de gestión cultural y diplomática en el régimen franquista. Doctor en Derecho, era especialista en Derecho Civil y Mercantil. Fue embajador de España, con vocación política. Durante su etapa como director del Instituto de Cultura Hispánica y preboste del Capítulo Hispanoamericano de Caballeros del Corpus Christi de Toledo, que emanó del dicho Instituto, estableció fuertes lazos con los países iberoamericanos a través de iniciativas e intercambios culturales.

## Biografía
Nació en Madrid el 1 de septiembre de 1914. Era hijo del médico, historiador y humanista liberal Gregorio Marañón y Posadillo (1887-1960) y de su esposa María de los Dolores Moya y Gastón de Iriarte (1890-1976). Su abuelo paterno fue Manuel Marañón y Gómez-Acebo, oriundo de Santander, abogado en el Madrid de la Restauración, consejero del Banco de España, diputado por Madrid y miembro de la Real Academia de Jurisprudencia. Por vía materna era nieto de Miguel Moya Ojanguren que fue presidente de la Sociedad Editorial de España en 1906, fundador y el primer presidente de la Asociación de la Prensa de Madrid, y senador por Huesca.
Participó en el crucero universitario por el Mediterráneo de 1933, organizado por la Facultad de Filosofía y Letras.
Se licenció en derecho por la Universidad de Madrid y se doctoró en la de Barcelona. Amplió estudios en Derecho Político e Internacional en las Universidades de París y Londres.
Se casó con Patricia Bertrán de Lis y Pidal, VI condesa de Retamoso, hija de los marqueses de Bondad Real y nieta de los marqueses de Pidal, y sobrina carnal de la monja carmelita Maravillas Pidal y Chico de Guzmán, beatificada en Roma por Juan Pablo II el 10 de mayo de 1998 y canonizada por el mismo papa el 4 de mayo de 2003 en Madrid como Santa Maravillas de Jesus.
Tuvo dos hijos: 
- Gregorio Marañón y Bertrán de Lis, II marqués de Marañón grande de España.
- Álvaro Marañón y Bertrán de Lis, VII conde de Retamoso.

Falleció en Madrid el 21 de marzo de 2002.

## Actividad política y profesional
Después de la sublevación militar de julio de 1936, que le sorprendió en Madrid, logró salir camino de Francia junto a su padre el doctor Gregorio Marañón, aprovechando la evacuación de intelectuales que realizó el Gobierno del Frente Popular. Inmediatamente regresó a España y, una vez en zona sublevada, se alistó como voluntario en el ejército sublevado, donde alcanzó el grado de alférez provisional.
A partir de 1945 se dedicó a su profesión como jurista dirigiendo un bufete de abogados. También tuvo una trayectoria en el mundo empresarial donde fue presidente de Coca-Cola España desde 1953 y miembro del consejo de administración de numerosas multinacionales y empresas españolas: Continental, la agencia de publicidad Clarín, la editorial Taurus, Selecciones del Readers Digest y muchas otras. Fue también presidente de Eurovalor, el Fondo de Inversiones del Banco Popular, y presidente para España de The Motion Pictures Association of America, Inc..
A través de su relación de amistad con el conde de los Andes, Pedro Gamero del Castillo y el conde de Fontanar, colaboró con el consejo privado de Juan de Borbón y Battenberg, conde de Barcelona, para el establecimiento en España de la monarquía.
Entre 1955 y 1962 fue miembro de la delegación de España que asistió a las asambleas generales de las Naciones Unidas hasta 1963. También fue consejero nacional del Movimiento y procurador en las Cortes franquistas. Este cargo lo ejerció durante tres periodos:
- 31 de enero de 1961 a 6 de junio de 1964. Designado por el Jefe del Estado
- 3 de julio de 1964 a 15 de noviembre de 1967. Designado por ser Consejero Nacional.
- 6 de noviembre de 1967 a 12 de noviembre de 1971. Designado por ser Consejero Nacional.

Asimismo desempeñó el cargo de secretario general del Grupo Español de la Unión Interparlamentaria y presidente de la comisión de Bellas Artes del Consejo Nacional de Educación.

### Instituto de Cultura Hispánica y Embajada en Argentina
Entre 1963 y 1973 fue director del Instituto de Cultura Hispánica y preboste del Capítulo Hispanoamericano de Caballeros del Corpus Christi de Toledo, intensificando los vínculos culturales con los países de habla hispana. En estos años creó el Consejo Editorial, el Consejo Cristóbal Colón, la Oficina Internacional de Información y Observación del Español, el Centro de Estudios Jurídicos Hispanoamericanos y reorganizó el Departamento de los Estados Unidos. Fruto de su acción cultural, abrió la Casa de Colón en Valladolid, la Casa de la Entrevista en Alcalá de Henares, impulsó la construcción de los Monumentos a los Pinzón en Vigo, a Bolívar en Madrid y contribuyó al sostenimiento del Monasterio de La Rábida en Huelva. 
Entre marzo de 1974 y septiembre de 1976 fue embajador de España en Argentina. Gracias a su buen hacer diplomático en Buenos Aires, se intensificaron las relaciones bilaterales comerciales y culturales entre Argentina y España, y se produjo el regreso a España de numerosos intelectuales exiliados como Claudio Sánchez Albornoz.

### Candidato a la alcaldía de Madrid
Durante la Transición, Gregorio Marañón Moya aceptó la oferta de Coalición Democrática para encabezar la candidatura de esta formación política al Ayuntamiento de Madrid, en las primeras elecciones municipales desde el restablecimiento del sistema democrático que tuvieron lugar en 1979. Sin embargo en el último momento y en contra de su criterio, Manuel Fraga Iribarne, presidente Nacional de Alianza Popular, acordó con la Unión de Centro Democrático (UCD) la retirada de la candidatura de Coalición Democrática para facilitar el triunfo de la lista de UCD, encabezada por José Luis Álvarez Álvarez, que obtuvo el mayor número de votos en las elecciones municipales en Madrid aunque sin mayoría suficiente para obtener la alcaldía, para la cual fue finalmente investido Enrique Tierno Galván, candidato del PSOE.

## Actividad cultural y literaria
Conferenciante, escritor, articulista y autor de varios ensayos literarios y jurídicos, Marañón Moya desarrolló una actividad extensa en distintos países del mundo. Asimismo, tradujo obras como Almas ardiendo (1954) de Léon Degrelle.
Fue miembro de la Sección de Leyes Políticas del Instituto de Estudios Políticos, académico honoris causa de la Academia Mexicana de Derecho Internacional y miembro correspondiente de la Real Academia de Jurisprudencia y Legislación. En 1971 fue galardonado con el Premio Mariano de Cavia de periodismo que otorga el diario ABC. Gran aficionado a los toros, fue presidente de la Federación Nacional de Peñas Taurinas. También desempeñó la presidencia de la Academia de Gastronomía y de la Cofradía de la Buena Mesa.

## Distinciones y condecoraciones
Gregorio Marañón Moya fue recompensado con numerosas condecoraciones y distinciones a lo largo de su vida, como la gran cruz del Mérito Militar, la gran cruz de la Orden de Isabel la Católica, la gran cruz de la Orden de San Raimundo de Peñafort y las Grandes Cruces de los principales países de Hispanoamérica, como la Orden de Rubén Dario de Nicaragua. También fue oficial de la Legión de Honor francesa. En 1967 fue nombrado hijo adoptivo de Cáceres.

## Título nobiliario y grandeza de España
El 5 de mayo de 1987, coincidiendo con el centenario del nacimiento de su padre, el doctor Gregorio Marañón y Posadillo, Juan Carlos I de España le concedió el título de Marqués de Marañón con Grandeza de España y con carácter hereditario.